# Kornijski jezik
Kornijski jezik (ISO 639-3: cor; svoj jezik zovu Kernewek, Kernowek, Kernuak, Curnoack; Cornish), jezik britonske skupine keltskih jezika iz Cornwalla (Kernow), Ujedinjeno Kraljevstvo, kojim tečno govori tek tristotinjak ljudi od 468 425 (1991 popis) etničkih Kornvolaca (Kornijaca). Srodan je ostalim keltskim jezicima. Kao prvi jezik ne govori se još od 1777. ali se još uči u nekim školama.
Govori ga i nešto ljudi u Australiji i Kanadi. Pismo: latinica.

## Vanjske poveznice
- Ethnologue  (14th)
- Ethnologue  (15th)
- Omniglot